# Wereldbeker schaatsen 2008/2009 - Wereldbeker 6 - 2e 1000 meter mannen
De achtste van 10 wedstrijden voor de wereldbeker schaatsen 1000 meter werd gehouden op 25 januari 2009 in Kolomna.

## Uitslag A-divisie
| rang   | schaatser                | tijd     | punten |
| ------ | ------------------------ | -------- | ------ |
| Goud   | Denny Morrison           | 1.08,53  | 100    |
| Zilver | Stefan Groothuis         | 1.08,67  | 80     |
| Brons  | Mark Tuitert             | 1.09,09  | 70     |
| 4      | Shani Davis              | 1.09,22  | 60     |
| 5      | Simon Kuipers            | 1.09,402 | 50     |
| 6      | Jevgeni Lalenkov         | 1.09,405 | 45     |
| 7      | Tadashi Obara            | 1.09,64  | 40     |
| 8      | Jan Bos                  | 1.09,66  | 36     |
| 9      | Mika Poutala             | 1.09,85  | 32     |
| 10     | Samuel Schwarz           | 1.09,90  | 28     |
| 11     | Sjoerd de Vries          | 1.10,10  | 24     |
| 12     | François Olivier Roberge | 1.10,46  | 21     |
| 13     | Kyle Parrott             | 1.10,55  | 18     |
| 14     | Aleksandr Lebedev        | 1.10,57  | 16     |
| 15     | Chris Needham            | 1.11,01  | 14     |
| 16     | Nick Pearson             | 1.11,03  | 12     |
| 17     | Muncef Ouardi            | 1.11,33  | 10     |
| 18     | Frank Steiner            | 1.11,48  | 8      |

## Loting
| rit | binnenbaan               | buitenbaan       |
| --- | ------------------------ | ---------------- |
| 1   | Shani Davis              | Frank Steiner    |
| 2   | Samuel Schwarz           | Sjoerd de Vries  |
| 3   | Muncef Ouardi            | Mark Tuitert     |
| 4   | François Olivier Roberge | Mika Poutala     |
| 5   | Chris Needham            | Simon Kuipers    |
| 6   | Aleksandr Lebedev        | Kyle Parrott     |
| 7   | Nick Pearson             | Jan Bos          |
| 8   | Tadashi Obara            | Jevgeni Lalenkov |
| 9   | Stefan Groothuis         | Denny Morrison   |

## Top 10 B-divisie
| rang | schaatser          | tijd    | punten |
| ---- | ------------------ | ------- | ------ |
| 1    | Aleksey Yesin      | 1.11,24 | 25     |
| 2    | Ermanno Ioriatti   | 1.11,25 | 19     |
| 3    | Tuomas Nieminen    | 1.11,55 | 15     |
| 4    | Timofey Skopin     | 1.11,60 | 11     |
| 5    | Sergey Chadayev    | 1.11,62 | 8      |
| 6    | Brent Aussprung    | 1.11,65 | 6      |
| 7    | Eric Rauschenbach  | 1.11,73 | 4      |
| 8    | Vladimir Sjerstjuk | 1.11,79 | 2      |
| 9    | Yaolin Zhang       | 1.11,83 | 1      |
| 10   | Philip Brojaka     | 1.11,98 | 0      |